# Polmone d'acciaio
Il polmone d'acciaio è un macchinario, antenato dei moderni ventilatori meccanici, che serve per la ventilazione artificiale, il cui principale utilizzo storico fu quello di tenere in vita i malati di poliomielite.

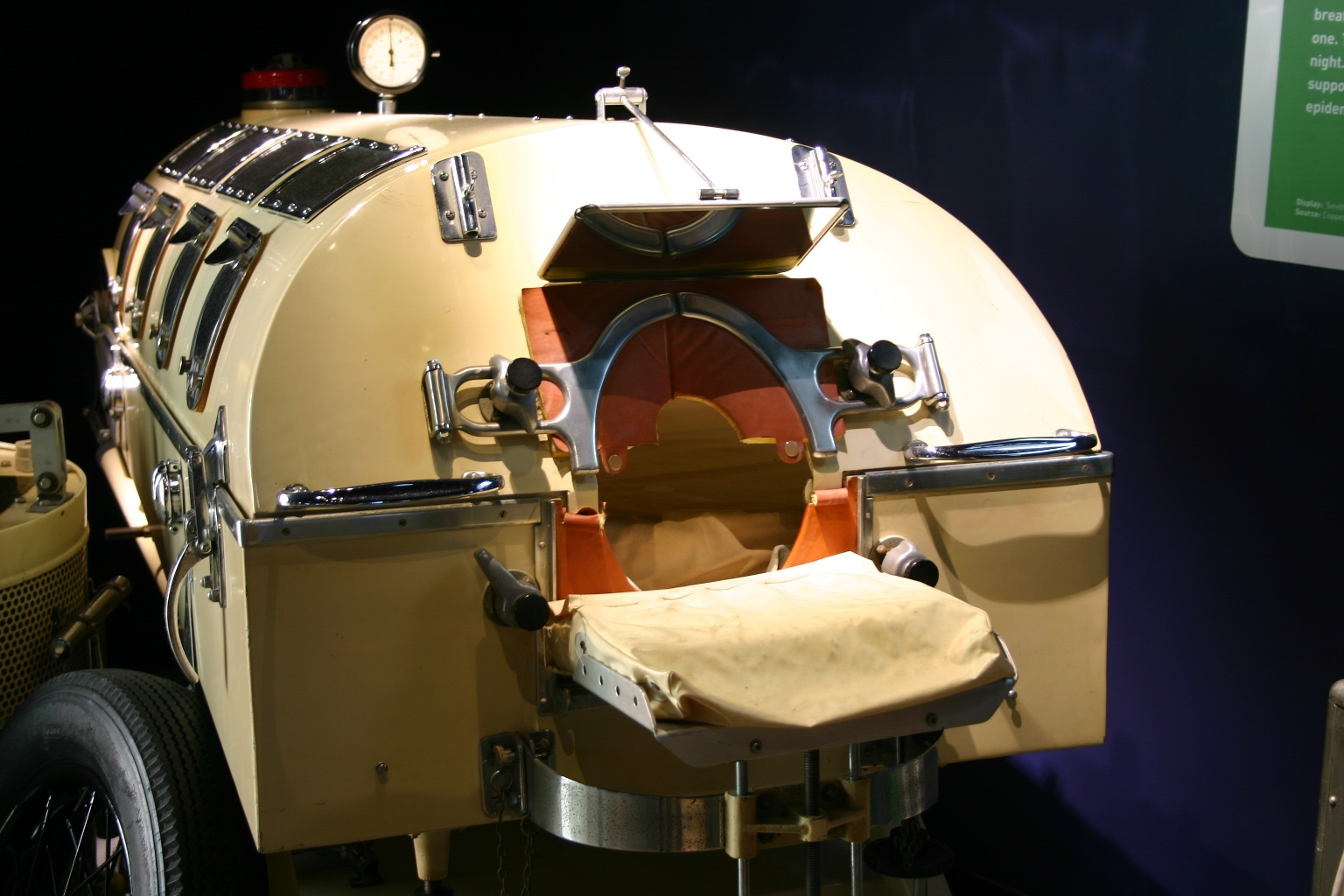
Questo polmone d'acciaio portatile, costruito nel 1950 dalla Alvis Motor Company, può essere visto nel "The Science Museum" a Londra ("Exhibition Road"). I polmoni d'acciaio, specialmente durante le epidemie di poliomielite nella prima metà del XX secolo, furono costruiti nelle industrie automobilistiche.

## Storia

### Nascita
Il medico Eugène Woillez di Parigi nel 1876 costruì il primo polmone d'acciaio con il nome di "Spirophore". Il primo polmone d'acciaio di largo uso nacque nel 1928 grazie a Philip Drinker, professore presso l'Harvard School of Public Health. Drinker ebbe l'idea mentre lavorava con il suo collega Louis Agassiz Shaw a un esperimento che consisteva nella misurazione del respiro di un gatto anestetizzato in una scatola metallica con la testa, bloccata da un collare di metallo, che rimaneva fuori dalla scatola.
Drinker pensò di poter simulare la respirazione attraverso delle variazioni di pressione; per questo paralizzò i muscoli respiratori del gatto e pompò aria manualmente dentro e fuori la scatola provocando un cambiamento di pressione all'interno. Ciò permise al torace del gatto di contrarsi ed espandersi facendolo respirare.
Il passo successivo fu quello di creare una macchina "a dimensione umana" basata sullo stesso principio del primo esperimento. Grazie al sostegno finanziario della Consolidated Gas Company di New York, Drinker e Shaw riuscirono a creare il primo polmone d'acciaio meccanizzato. Il respiratore fu utilizzato per la prima volta il 12 ottobre 1928 su una bambina di otto anni ricoverata presso il Children's Hospital di Boston, malata di poliomielite paralitica e ormai in fin di vita. Fu lui stesso ad attivarlo per la prima volta e la sorella Catherine racconta così l'accaduto:
(Catherine Drinker Bowen: Family Portrait (Little, Brown, Boston, 1970), pp. 241-2.)
La bambina morì tre giorni dopo di polmonite, esito non insolito per i pazienti nel respiratore a causa dell'impossibilità di ricevere sufficienti cure igieniche. Nonostante ciò, l'efficacia curativa del polmone d'acciaio era ormai evidente e si avviava verso un continuo miglioramento.

### Evoluzione

#### Stati Uniti

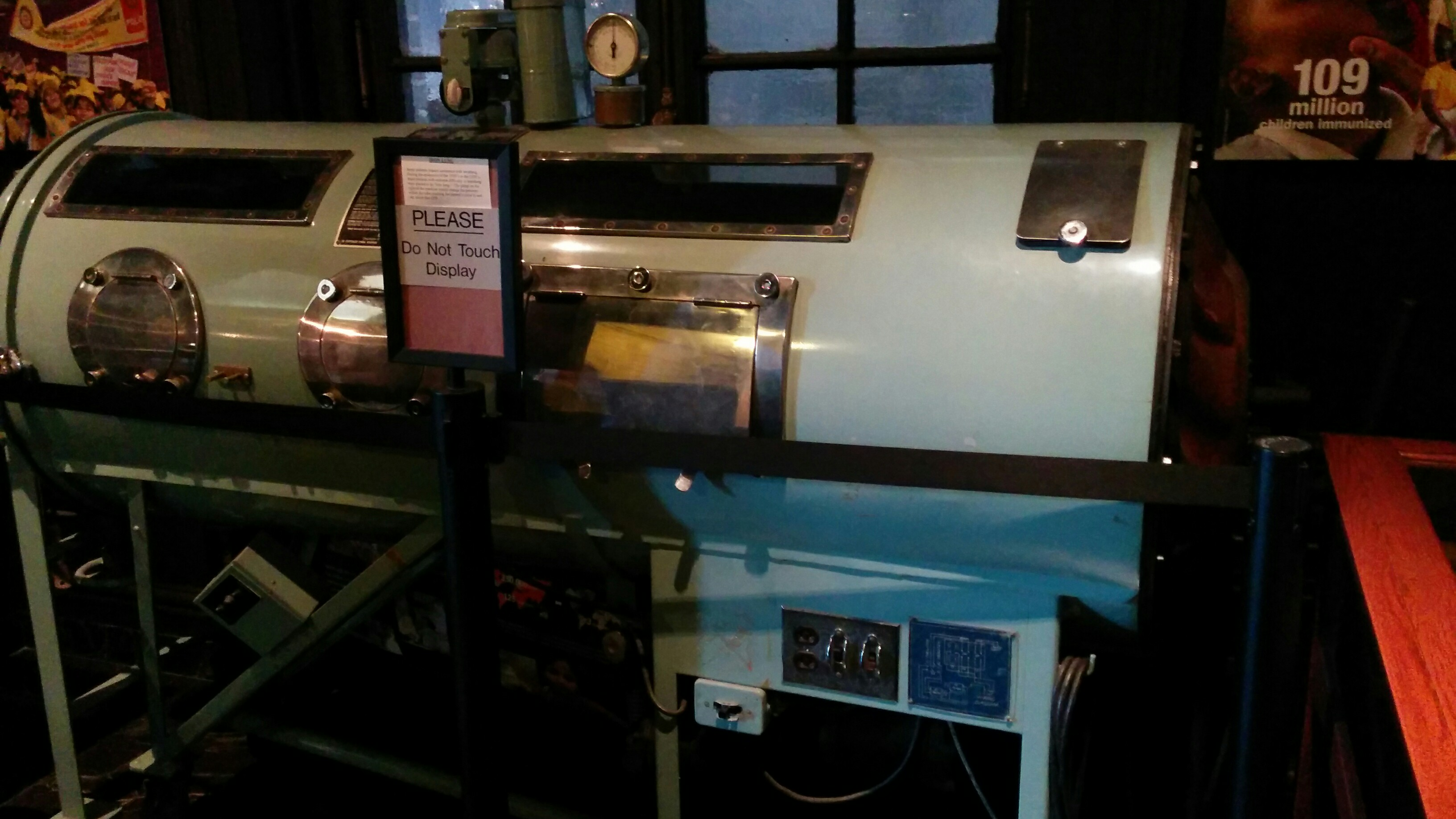
Respiratore Emerson, conosciuto come polmone d'acciaio, si trova al secondo piano dell'"International Museum of Surgical Science" di Chicago

John Haven Emerson nel 1932 creò il cosiddetto The Alligator (l'alligatore) chiamato così perché la parte superiore era apribile e sollevabile come a "ingoiare" il paziente. "The Alligator" oltre a permettere migliori cure igieniche era più leggero, efficiente, silenzioso e meno costoso del macchinario di Drinker il quale denunciò prontamente Emerson per aver violato i diritti di brevetto. Nonostante ciò, Drinker perse la causa perché, prima di lui, già altri avevano creato modelli simili: in Sudafrica, ad esempio, nel 1918 W. Stewart aveva realizzato una scatola di legno per il trattamento della poliomielite.

#### Australia

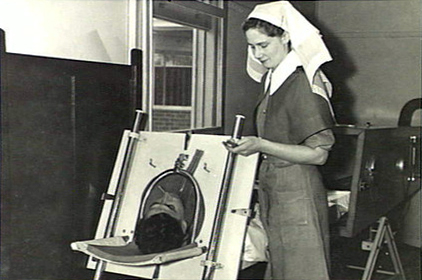
Un respiratore di Both durante la seconda guerra mondiale

Nel 1937, in Australia, a causa dello scoppio di un'epidemia di poliomielite fu necessario l'utilizzo dei polmoni d'acciaio, la maggior parte dei quali si trovavano, però, in America. I respiratori americani sfortunatamente erano troppo costosi, di difficile manutenzione e troppo pesanti per essere agevolmente trasportati via mare. La risposta australiana fu il cosiddetto respiratore di Both creato da Edward Both. Il nuovo macchinario era stato progettato in parti smontabili di legno compensato e così poteva essere facilmente trasportato e montato anche dal personale ospedaliero. Queste caratteristiche lo rendevano più economico: costava infatti solamente £100 contro le £2000 della versione in acciaio americana.

#### Scoperta del vaccino
Con lo sviluppo del primo vaccino anti-poliomielite sperimentato da Jonas Salk nel 1952 e annunciato al mondo il 12 aprile 1955, l'uso del polmone d'acciaio diminuì in modo drastico nonostante sia rimasto necessario anche in seguito sui pazienti colpiti dal virus della poliomielite ancor prima dell'invenzione del vaccino.

### Progresso tecnologico
Anche al giorno d'oggi il polmone d'acciaio, e altri apparecchi basati sullo stesso funzionamento, restano un valido strumento di sopravvivenza per i malati di poliomielite: fra i centri di eccellenza che ne fanno uso si annoverano in Inghilterra il St. Thomas' Hospital (nei pressi di Westminster a Londra) e il John Radcliffe Hospital a Oxford.
A partire dal polmone d'acciaio sono stati sviluppati dei sistemi che potessero permettere una maggiore possibilità di movimento del paziente. La macchina attualmente in uso è più piccola ed è nota come Corazza respiratoria. La corazza, del tutto paragonabile a quelle del Medioevo, è in grado di agire soltanto a livello della gabbia toracica e riesce a generare una pressione negativa grazie alla combinazione della corazza con una camera d'aria. Nonostante il vantaggio di una maggiore mobilità, a causa del contatto del macchinario con la pelle, sono stati osservati casi di lesioni cutanee. Negli ultimi anni è stato approntato un rivestimento in policarbonato e il dispositivo è stato anche dotato di una pompa che è in grado di distendere e comprimere la gabbia toracica, generando, in questo modo, la cosiddetta ventilazione bifasica mediante corazza.
Un'altra versione è il Poncho detto anche Polmone a Poncho, caratterizzato da una gabbia di plastica rigida posta sopra al torace, il paziente indossa sopra la gabbia una giacca, simile a una giacca a vento, stretta al livello del collo, dei polsi e delle cosce, in modo da poter creare una depressione che aiuti la respirazione.

## Descrizione

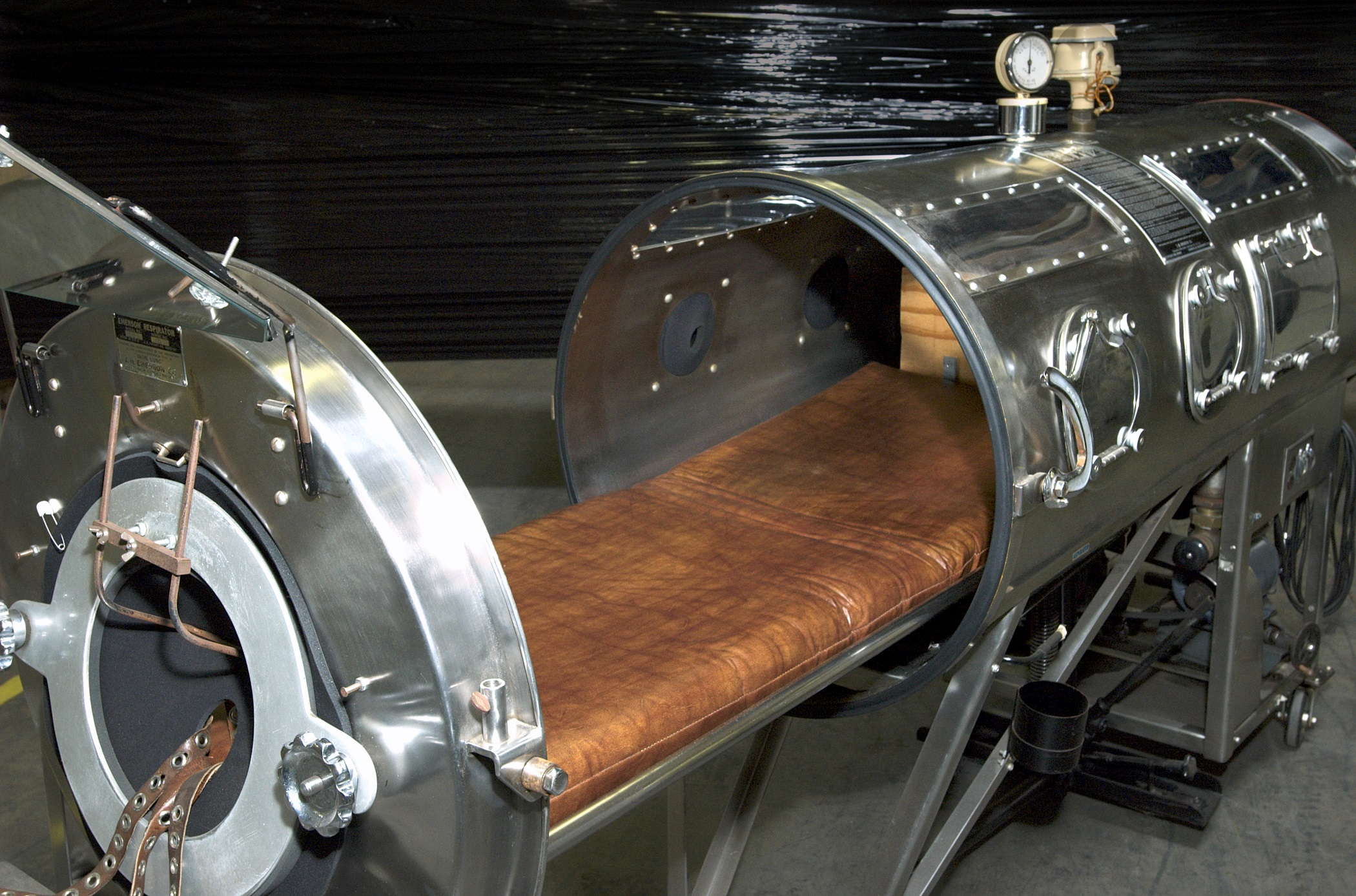
Un polmone d'acciaio, aperto. Il paziente si sdraia nella macchina che, dopo la chiusura, sarà sottoposta all'azione meccanica delle pompe. La testa ne rimarrà fuori.

Il polmone d'acciaio è costituito da un cilindro stagno collegato a una pompa, nel quale viene ospitato il paziente sdraiato supino; la testa che rimane fuori è bloccata da un collare di gomma che impedisce il passaggio di aria. Quando la pompa si aziona, l'aria viene delicatamente aspirata fuori creando così un vuoto parziale all'interno del respiratore. L'aria quindi tenta di colmare il vuoto entrando dalle uniche aperture che riesce a trovare: narici e bocca. In questo modo il paziente riesce a inspirare grazie a un'espansione indotta della gabbia toracica. Questa fase viene chiamata a pressione negativa.
Nella fase contraria, ossia a pressione positiva, la pompa permette all'aria di rientrare nel polmone d'acciaio. Questo aumento di pressione fa sì che la gabbia toracica si contragga permettendo al paziente di espirare. Quindi, alternando periodicamente la pressione, il polmone d'acciaio simula la respirazione fisiologica. La pompa è azionata da un motore elettrico e se questo dovesse rompersi, l'aria viene pompata a mano attraverso dei mantici di gomma, collegati al polmone da tubature.
Lungo i lati vi sono otto aperture rivestite in gomma che permettono agli infermieri o alle infermiere di inserire le braccia per le cure quotidiane. Quando non vengono utilizzate le aperture sono chiuse da sportelli ermetici. Inoltre vi sono delle finestre di plastica attraverso le quali si può vedere il corpo del paziente.

## La vita nel polmone d'acciaio

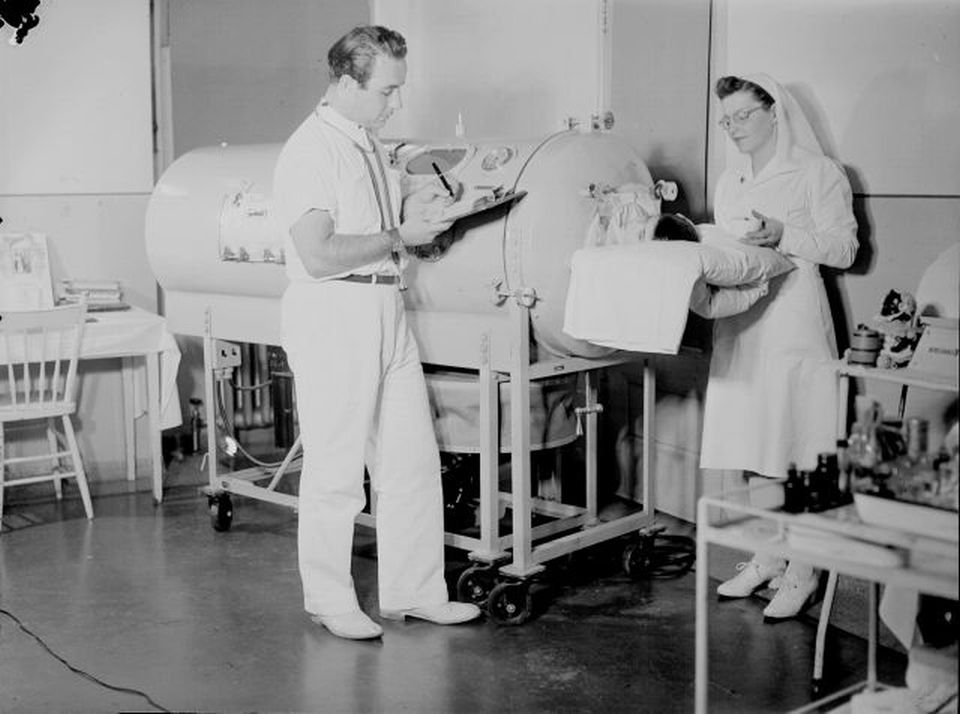
Un bambino nel polmone d'acciaio nel centro ospedaliero Sainte-Justine a Montréal. Un dottore e un'infermiera si occupano del paziente.

La vita nel polmone d'acciaio era difficile e a volte terrificante. Poteva accadere che la chiusura ermetica del polmone si rompesse e che i pazienti quindi dovessero essere ventilati tramite una maschera. I malati meno gravi potevano respirare autonomamente per intervalli limitati o usare il respiratore soltanto di notte.
Bloccati nel polmone d'acciaio si potevano vedere solamente la fine del respiratore, il soffitto e uno specchio che rifletteva il proprio viso o una mensola di vetro su cui i libri venivano disposti a faccia in giù per far leggere il paziente.
Il ronzio del motore del polmone d'acciaio e il sospiro regolare delle pompe fornivano il sottofondo all'intero reparto ospedaliero. Alcuni trovavano i rumori rassicuranti e confortanti ma, per alcuni, erano il costante ricordo della loro fragilità e della loro condizione precaria di vita.
(Gareth Williams, Paralysed with Fear, 2013, p. 158.)
Si viveva con la costante paura che il macchinario potesse rompersi da un momento all'altro, non sorprende infatti che alcuni pazienti diventassero psicotici nel periodo della cura.
(Gareth Williams: Paralysed with Fear, 2013, p. 158.)

### Casi celebri
Tra le persone che hanno trascorso più tempo dentro a un polmone d'acciaio vi furono Diane Oddell, Martha Mason e June Middleton, che vissero più di 60 anni dentro uno di questi macchinari. Ma il record è detenuto da Paul Alexander, che contrasse la poliomielite nel 1952 e morì di Covid-19 nel 2024, settantadue anni dopo. Era una delle ultime persone a vivere ancora in un polmone d'acciaio e in America è documentato solo un altro caso di polmone attivo nel 2024, ovvero quello di Martha Lillard. In Italia si ricordano i casi di Rosanna Benzi, per 29 anni in un polmone d'acciaio, e di Giovanna Romanato che ha vissuto nel polmone dal 1956 fino al 2019, uscendone per brevi intervalli durante il giorno. Nonostante le varie difficoltà che questa vita comporta, la Romanato era riuscita a trovare un lato positivo nelle piccole azioni giornaliere:
(Enzo Melillo, La Farfalla nel Bozzolo d'Acciaio, 2014, pp. 16-17)